# Сантяго де Компостела
Вижте пояснителната страница за други значения на Сантяго.
Сантя̀го де Компостѐла (или само Компостела, на испански: Santiago de Compostela) е главният град на испанската автономна област Галисия. Населението е 96 456 жители (по данни от 1 януари 2017 г.).

## Покровител на града и историята на името му
В градската катедрала Свети Яков, посветена на апостол Яков Зеведеев (неговите мощи се съхраняват там, от името му идва и това на града) Тук завършва прочутият поклонически маршрут (Пътят към Сантяго), започващ в Южна Франция. Според преданието, тленните останки на обезглавения през 44 г. Яков са пренесени в Галисия в талига, впрегната с диви биволи, опитомени с едно прекръстване. Светецът е погребан край Падрон (селище в близост до съвременен Сантяго). С течение на времето мястото е забравено, докато през 813 г. не се появява звезда, която го осветява, за да го покаже. Campus Stellae (лат. „Поле на Звездата“) става второ име на града на Св. Яков: Компостела.

## Демография
| Демографско развитие на Сантяго де Компостела между 1900 и 2017 |        |        |        |        |        |        |
| 1900                                                            | 1930   | 1950   | 1981   | 2004   | 2011   | 2017   |
| 24 120                                                          | 38 270 | 55 553 | 82 404 | 92 298 | 95 397 | 96 456 |

## Известни личности
Родени в Сантяго де Компостела
- Давид Бланко (р. 1975), колоездач
- Демофило (1848 – 1893), фолклорист
- Мариано Рахой (р. 1955), политик

Починали в Сантяго де Компостела
- Рамон дел Валие-Инклан (1866 – 1936), писател

## Галерия
- Катедралата в Компостела
- Катедралата Свети Яков в Компостела
- В центъра на Компостела
- Пилигрими